# Journal of Elementology
Journal of Elementology (viết tắt: J. Elem.) là một tạp chí khoa học và công nghệ của Ba Lan, được xuất bản bởi Đại học Warmia và Mazury ở Olsztyn và Hiệp hội Từ trường Ba Lan. Tạp chí là nơi xuất bản các công trình nghiên cứu khoa học ở các lĩnh vực liên quan đến sự biến đổi của các hợp chất hữu cơ và khoáng chất. Các vấn đề nghiên cứu bao gồm các hợp chất hữu cơ và khoáng chất được thảo luận từ góc độ sinh lý, hóa sinh và di truyền học; các phân tích và đánh giá phức tạp về các điều kiện cơ bản của các chu trình sinh địa hóa, các triệu chứng của sự thiếu hụt và dư thừa các nguyên tố hóa học cũng như các tương tác đối kháng và hiệp đồng của chúng. Tạp chí xuất bản bằng tiếng Anh, một năm có bốn số. Tất cả các bài báo trên tạp chí đều được truy cập miễn phí trên cơ sở Truy cập Mở (Open access).

## Mã số xuất bản
- ISSN: 1644-2296 (bản in)
- GICID: 71.0000.1500.0890
- DOI: 10.5601
- Nhà xuất bản: Đại học Warmia và Mazury ở Olsztyn và Hiệp hội Từ trường Ba Lan

## Chỉ số ảnh hưởng
- Chỉ số IF (Journal Impact Factor) năm 2019: 0.71[3]
- Chỉ số sự ảnh hưởng của từng bài báo (Article Influence) năm 2019: 0.117[3]
- Chỉ số SJR (Scimago Journal Rank) năm 2019: 0.249[3]
- Chỉ số SNIP (Source Normalized Impact per Paper) năm 2019: 0.185[3]
- Chỉ số Scopus CiteScore năm 2019: 1.4[3]
- Chỉ số H Index năm 2019: 20[4]
- Danh mục tạp chí SCIE năm 2019: Nhóm Q3[4]
- Journal of Elementology được lập chỉ mục trích dẫn khoa học ở các cơ sở dữ liệu: Scopus, EBSCO, ISI Web of Science (WoS), PBN/POL-Index, AGRO[5]

## Hồ sơ khoa học[6]
- Nhóm chuyên môn: Nông nghiệp, đa ngành; Khoa học nông học và cây trồng; Hóa sinh; Khoa học thực phẩm; Hóa học vô cơ; Hóa học hữu cơ; Môi trường hoá học; Công nghệ Phòng thí nghiệm Y tế; Sinh thái học; Dược học; Nghiên cứu về đất; Quản lý và Xử lý Chất thải; Lâm nghiệp; Nghề làm vườn; Thú y; sự ô nhiễm
- Thể loại Scimago: Hóa học - Hóa học vô cơ; Khoa học Môi trường; Sinh thái học; Khoa học Môi trường; Sức khỏe, Độc chất và Gây đột biến; Ô nhiễm
- Danh mục Web of Science: Khoa học môi trường